# Šišinec
Šišinec est un village de la municipalité de Lekenik (comitat de Sisak-Moslavina) en Croatie. Au recensement de 2011, le village comptait 78 habitants.